# Dioselina Valderrama
Dioselina Valderrama (28 de abril de 1984) é uma futebolista mexicana que atua como meia.

## Carreira
Dioselina Valderrama representou a Seleção Mexicana de Futebol Feminino, nas Olimpíadas de 2004. 